# Hsueh Hsuan-yi
Hsueh Hsuan-yi (chinesisch 薛軒億; * 26. Oktober 1985) ist ein taiwanischer Badmintonspieler. 

## Karriere
Hsueh Hsuan-yi gewann 2009 Bronze bei den Ostasienspielen im Herreneinzel. In der gleichen Disziplin wurde er ein Jahr später sowohl Fünfter bei der Weltmeisterschaft als auch Fünfter bei der Asienmeisterschaft.

## Sportliche Erfolge
| Saison | Veranstaltung         | Disziplin    | Platz | Name           |
| ------ | --------------------- | ------------ | ----- | -------------- |
| 2009   | Ostasienspiele        | Herreneinzel | 3     | Hsueh Hsuan-yi |
| 2010   | Weltmeisterschaft     | Herreneinzel | 5     | Hsueh Hsuan-yi |
| 2010   | Asienmeisterschaft    | Herreneinzel | 5     | Hsueh Hsuan-yi |
| 2010   | Vietnam International | Herreneinzel | 1     | Hsueh Hsuan-yi |